# Powiat przeworski (I Rzeczpospolita)
Powiat przeworski – jednostka terytorialna  województwa ruskiego Korony Królestwa Polskiego z centrum w Przeworsku.
Na terenie powiatu przeworskiego znajdowały się takie miasta, jak Rzeszów, Łańcut, Leżajsk, Sieniawa, Tarnogród.
Powiat przeworski graniczył:
- od zachodu – z powiatem pilzneńskim województwa sandomierskiego,
- od północnego zachodu – z powiatem sandomierskim województwa sandomierskiego,
- od północy – z powiatami urzędowskim i lubelskim województwa lubelskiego,
- od północnego wschodu – z powiatem lubaczowskim województwa bełskiego,
- od wschodu – z powiatem przemyskim województwa ruskiego,
- od południa z powiatem sanockim województwa ruskiego.